# Walk On (보스턴의 음반)
| 전문가 평가          | 전문가 평가 |
| 평가 점수            | 평가 점수   |
| 출처                 | 점수        |
| -------------------- | ----------- |
| AllMusic             | [ 1 ]       |
| Entertainment Weekly | C+          |
| Rolling Stone        | [ 3 ]       |

《Walk On》은 1994년 6월 7일, MCA 레코드에 의해 발매된 미국의 록 밴드 보스턴의 네 번째 스튜디오 음반이다. 이 음반은 보컬리스트 브래드 델프가 작곡가로 도움을 주기는 했지만, 그가 피처링을 하지 않은 지금까지 이 밴드의 유일한 음반이다. 보컬은 프란 코스모가 맡았으며, 이 음반을 보스턴 음반에 처음 참여했다. 델프와 코스모는 음반의 조연 투어와 음반의 후속 음반인 《Corporate America》에서 리드를 공유했다.

## 배경
1986년 음반 《Third Stage》의 성공 이후, 이 밴드는 1988년에 시작된 《Walk On》의 후속 작업과 작곡을 계획하기 시작했다. 그러나 밴드 리더 톰 숄츠와 싱어송라이터 브래드 델프 사이의 증가된 마찰과 의견 차이로 인해, 후자는 1989년에 밴드를 떠나 원래 보스턴 기타리스트였던 배리 구드로와 합류하여 새로운 밴드(RTZ라는 이름의)를 결성했다. 곧, 프란 코스모가 고용되었고 새로운 리드 싱어로 소개되었다. 코스모는 이전에 밴드 오리온 더 헌터에서 구드로와 함께 작업했었다. 그래서, 사실상, 숄츠와 고드로는 그들의 음악 프로젝트에서 보컬리스트를 교환했다.
델프는 작곡을 돕기 위해 보스턴으로 돌아왔고, 음반에서 노래하지는 않았지만 이어지는 Walk On Tour에서 리드 보컬을 공유했다. 델프와 코스모는 보스턴의 다음 음반 《Corporate America》에서도 리드를 공유했다.
발매 후, 《Walk On》은 빌보드 200에서 7위로 정점을 찍었고 히트곡 〈I Need Your Love를〉 발표했다. 1994년 9월 8일 미국 음반 산업 협회로부터 플래티넘 인증을 받았다.

## 곡 목록
| #   | 제목                                       | 작사·작곡                        | 재생 시간 |
| --- | ------------------------------------------ | -------------------------------- | --------- |
| 1.  | 〈I Need Your Love〉                       | 프레드 샘슨                      | 5:33      |
| 2.  | 〈Surrender to Me〉                        | 데이비드 사이크스, 바비 라퀴다라 | 5:34      |
| 3.  | 〈Livin' for You〉                         | 톰 숄츠                          | 4:58      |
| 4.  | 〈Walkin' at Night (기악)〉                | 숄츠                             | 2:02      |
| 5.  | 〈Walk On〉                                | 브래드 델프, 사이크스            | 2:58      |
| 6.  | 〈Get Organ-ized/Get Reorgan-ized (기악)〉 | 숄츠                             | 4:28      |
| 7.  | 〈Walk On (Some More)〉                    | 델프, 사이크스                   | 2:55      |
| 8.  | 〈What's Your Name〉                       | 숄츠                             | 4:28      |
| 9.  | 〈Magdalene〉                              | 사이크스, 갈렌 파울케            | 5:58      |
| 10. | 〈We Can Make It〉                         | 사이크스, 밥 세드로              | 5:30      |

## 인증
| 국가                       | 인증     | 판매량/출하량 |
| -------------------------- | -------- | ------------- |
| 캐나다 (뮤직 캐나다)       | 플래티넘 | 100,000^      |
| 일본 (RIAJ)                | 골드     | 100,000^      |
| 미국 (RIAA)                | 플래티넘 | 1,000,000^    |
| ^출하량을 기반으로 한 인증 |          |               |